# Vincent Lombard
Pour les articles homonymes, voir Lombard.
Vincent Lombard est un producteur, assistant réalisateur, réalisateur et scénariste français.

## Filmographie
- 1980 : Deux lions au soleil
- 1980 : 5 % de risques
- 1982 : Fernandel for ever
- 1986 : Lucky Ravi
- 1987 : Last song
- 1995 : Haut bas fragile